# ژئوم
 ژئوم(نام علمی: Geum chiloense) نام یک گونه از تیره گلسرخیان است.